# Ryoichi Kawakatsu
Ryoichi Kawakatsu (川勝 良一, Kawakatsu Ryoichi) é um treinador e ex-futebolista japonês que atuava como meio campo.